# Тюлюпта
Тюлюпта — деревня в Балахтинском районе Красноярского края России. Входит в состав Черёмушкинского сельсовета.

## География
Деревня расположена в 100 км к юго-востоку от районного центра Балахта.

## Население
| 1989 | 2002 | 2010 |
| ---- | ---- | ---- |
| 447  | ↘72  | ↘1   |

По данным переписи 2010 года, в деревне проживал 1 человек (1 мужчина).